# 甘波罗王国
甘波罗王国，是斯里蘭卡歷史上的一個王國，其首都甘波罗位于今之中央省，靠近康提。

## 歷史
在登巴德尼亞王朝末期和甘波罗王国初期的1326年到1344之间，岛内政治发生剧变，但于史无载。这一时期，据说是布伐奈迦巴忽四世（Bhuvanaikabahu IV）将都城由库鲁内加拉迁至甘波罗。
登巴德尼亞王朝末代国王波罗迦罗摩巴忽四世和甘波罗王国的布伐奈迦巴忽四世之间，经历了两位君主的统治。分别是：布伐奈迦巴忽三世和维阇耶巴忽五世。前者似乎是登巴德尼亞王朝的后裔；后者可能是阇伐迦人即马来人，在泰米尔人的压迫下，南下取代了僧伽罗人的王国。两者岛内同时行使着权力。
最初布伐奈迦巴忽四世和他的兄弟波罗迦罗摩巴忽五世联合执政。后来波罗迦罗摩巴忽五世被推翻并流放到马来亚，由布伐奈迦巴忽四世之子维迦罗摩巴忽三世继位。
维迦罗摩巴忽三世将佛牙迎至甘波罗，并举行了盛大的庆典以纪念此事。在难于攀登的贝利迦罗岩石顶上修建了华丽圣殿。 在这时，阿罗伽拘那罗或称阿吉罗湿婆罗在打败北部的泰米尔国家之后开始崛起，有证据显示，他独立行使了王权。这样，岛内形成了三个政治中心：维迦罗摩巴忽三世，在甘波罗；阿罗伽拘那罗，在罗依伽摩；阿利耶•遮迦罗伐尔帝，在贾夫纳。
甘波罗最后一位国王是布伐奈迦巴忽五世，他是阿吉罗湿婆罗（那位战胜阿利耶•遮迦罗伐尔帝的第三个名为阿吉罗湿婆罗的罗依伽摩统治者）的儿子，统治甘波罗29年。与此同时，阿吉罗湿婆罗死后，罗依伽摩陷入了权位争夺中。在阿罗伽拘那罗五世从杜那夜沙手中夺回王位的第十二年，即1411年，其本人被中国使臣郑和虏获，并执往中国处决，但被明成祖赦免歸國，更立其國之賢者。海外諸邦，益服中國威德。在这之后，僧伽罗人在科提建立了科提王国。